# گنیچی تاگوچی
گنیچی تاگوچی به ژاپنی: 田口 玄 (ژانویه ۱۹۲۴ – ۲ ژوئن ۲۰۱۲) یک مهندس و آمارشناس اهل توکاماچی ژاپن بود. تاگوچی از دهه ۱۹۵۰ تا کنون یک روش برای استفاده از آمار برای بهبود کیفیت کالاهای تولیدی را توسعه داد. روشهای تاگوچی در میان برخی از متخصصان معتبر اروپایی بحث‌برانگیز بوده‌است، اما برخی دیگر مفاهیم ارائه شده توسط او را به عنوان افزوده معتبر به علم دانش قبول کرده‌اند.

## زندگی
تاگوچی در شهر تاکوماچی به دنیا آمد و در آنجا بزرگ شد. او در ابتدا با هدف ورود به کسب و کار خانوادگی کیمونو شروع به تحصیل در رشته مهندسی نساجی در دانشگاه صنعتی کیریو کرد. او با تشدید جنگ جهانی دوم در سال ۱۹۴۲ به بخش نجوم مؤسسه ناوبری نیروی دریایی ژاپن ملحق شد.
پس از جنگ، در سال ۱۹۴۸ او به وزارت بهداشت، درمان و رفاه ملحق شد جایی که او تحت تأثیر آمارسنج برجسته ماتاسابورو ماسویاما قرار گرفت که باعث علاقه‌مندی وی به طراحی آزمایش‌ها شد. او همچنین در بازهٔ زمانی در مؤسسهٔ ریاضیات آماری هم مشغول به کار بود و از کار تجربی در تولید پنی‌سیلین حمایت می‌کرد.
در سال ۱۹۵۰ او به آزمایشگاه ارتباطات برق (ECL) شرکت تلگراف و تلفن نیپون پیوست همان‌طور که کنترل کیفیت آماری در ژاپن تحت تأثیر ادواردز دمینگ و اتحادیه دانشمندان و مهندسان ژاپن شروع به محبوب شدن کرد. ECL در رقابتی با آزمایشگاه‌های بل مشغول ساختن سیستم‌های سوئیچینگ متقابل و تلفن بود و تاگوچی دوازده سال از عمر خود را در زمینه توسعه روش‌هایی برای ارتقاء کیفیت و قابلیت اطمینان سپری کرده بود. حتی در این لحظه، او شروع به مشارکت گسترده در صنعت ژاپن، با تویوتا که به عنوان یک شرکت پیشگام در پیروی از ایده‌های او بود کرد.
در طول دهه ۱۹۵۰، او به‌طور گسترده‌ای مشارکت کرد و در سال‌های ۱۹۵۴–۱۹۵۵ دیدار استاد مؤسسه آمار هند، جایی که او با کالیامپودی رئا، رانلد فیشر و والتر ای. شوارت کار می‌کرد. او در حالی که در SQC واحد ISI کار می‌کرد، به آرایه‌های متعامد اختراع شده توسط کالیامپودی رئا معرفی شد - موضوعی که برای کمک به او در ایجاد بلوک‌های بنیادی از آنچه که اکنون به عنوان روش‌های تاگوچی شناخته می‌شود، مؤثر بود.
با تکمیل دکترای خود در دانشگاه کیوشو در سال ۱۹۶۲، او ECL را ترک کرد، با این وجود او مشاور ارتباطی باقی‌ماند. در همان سال او تحت حمایت جان توکی به دانشگاه پرینستون سفر کرد- که دوره‌ای را در آزمایشگاه‌های بل رقیب قدیمی ECL برنامه‌ریزی کرده بود-. در سال ۱۹۶۴ استاد مهندسی در دانشگاه Aoyama Gakuin، توکیو. در سال ۱۹۶۶ او با یوئین وو همکاری کرد، که بعداً به ایالات متحده آمریکا سفر کرد و در سال ۱۹۸۰ تاگوچی را به سخنرانی دعوت کرد. در طی مدت بازدیدش، تاگوچی هزینه بازگشت به آزمایشگاه‌های بل را خودش تقبل کرد جایی که آموزش‌های اولیه او تأثیرات ماندگاری نداشتند. دومین دیدار او آغاز کننده همکاریش با مدو پادکه وشور و شوق رو به رشد روش‌شناسی خود در آزمایشگاه‌های بل و دیگر نقاط، از جمله شرکت فورد موتور، بوئینگ، زیراکس و آی‌تی‌تی بود. در لیست دکتری دانشگاه کیوشو نام تاگوچی دیده نمی‌شود. ممکن است یازده نام تاگوچی وجود داشته با این حال فقط می‌توان نام گنیچی را پیدا کرد.
از سال ۱۹۸۲، گنیچی تاگوچی مشاور مؤسسه استانداردهای ژاپنی و مدیر اجرایی مؤسسه تأمین کننده آمریکایی، یک سازمان مشاوره بین‌المللی بوده‌است. مفاهیمی که وی در ارتباط با طراحی تجربی، تابع هزینه، طراحی قدرتی، و کاهش تنوع مطرح نموده، بر حوزه‌هایی فراتر از طراحی و تولید محصول مانند مهندسی فرایند تولید تأثیر گذاشته‌اند.

## روش‌های تاگوچی
تاگوچی سهم بسیار مهمی در آمار صنعت دارد. عناصر کلیدی فلسفهٔ کیفیت او دربر گیرنده موارد زیر است:
1. تابع هزینه تاگوچی، به منظور کاهش زیان مالی ناشی از کیفیت پایین به جامعه؛
2. فلسفه کنترل کیفیت خارج از خط تولید، طراحی محصولات و فرایندهای غیر حساس (مقاوم) نسبت به پارامترهای خارج از کنترل مهندس طراح؛ و
3. نوآوری در طراحی آماری آزمایش‌ها، به ویژه استفاده از یک آرایه بیرونی که در واقعیت غیرقابل کنترل هستند، ولی به‌طور سیستماتیک در آزمایش‌ها متفاوت هستند.
4. تابع زیانهای کیفی تاگوچی که اشاره به افزایش دوبرابر زیان حاصل از کاهش کیفیت مطلوب محصول دارد.

## دست‌آوردها
- ۱۹۸۶- مدال ویلارد اف. راکول از مؤسسه بین‌المللی تکنولوژی
- ۱۹۸۹- روبان نارنجی از امپراتوری ژاپن
- ۱۹۹۰- تجلیل از جانب وزارت صنایع و معادن بریتانیا به عنوان استاد مسلم کیفیت
- ۱۹۹۵- عضو افتخاری انجمن کنترل کیفیت ژاپن
- ۱۹۹۷- عضو انجمن مشاهیر خودرو
- ۱۹۹۸- عضو افتخاری جامعه کیفیت آمریکا
- ۱۹۹۸- عضو افتخاری انجمن مهندسان مکانیک آمریکا
- ۱۹۹۹- رئیس افتخاری انجمن مهندسی کیفیت (ژاپن)

## آثار
- Genichi Taguchi (اوت ۱۹۹۲). Taguchi on Robust Technology Development: Bringing Quality Engineering Upstream. ASME Press. ISBN 978-0-7918-0028-7.
- Genichi Taguchi; Subir Chowdhury; Shin Taguchi (اکتبر ۱۹۹۹). Robust Engineering: Learn How to Boost Quality while Reducing Costs & Time to Market. McGraw-Hill Professional. ISBN 978-0-07-134782-2.
- Genichi Taguchi; Subir Chowdhury; Yuin Wu (اوت ۲۰۰۰). The Mahalanobis-Taguchi System. McGraw Hill Professional. ISBN 978-0-07-136263-4.
- Genichi Taguchi; Rajesh Jugulum (2002). The Mahalanobis-Taguchi Strategy: A Pattern Technology System. John Wiley & Sons. ISBN 978-0-471-02333-3.
- Genichi Taguchi; Rajesh Jugulum; Shin Taguchi (2004). Computer-Based Robust Engineering: Essential For DFSS. Amer Society for Quality. ISBN 978-0-87389-622-1.
- Genichi Taguchi; Subir Chowdhury; Yuin Wu (2005). Taguchi's Quality Engineering Handbook. John Wiley. ISBN 978-0-471-41334-9.

## = منابع
1. ↑  "ASI Mourns the Loss of Dr. Genichi Taguchi". Asiusa.com. 2012-03-28. Archived from the original on 2012-10-19. Retrieved 2012-06-26.
2. ↑  Wadsworth, Harrison M. (1997). Handbook of statistical methods for engineers and scientists (2nd ed.). New York: McGraw-Hill Professional.
3. ↑  Smith, Gerald F. (1998). Quality problem solving. American Society for Quality. pp. 250?251.
4. 1 2 3  "Genichi Taguchi". American Society for Quality.
5. ↑  Jayaswal, Bijay K. ; Peter C. Patton (2006). Design for Trustworthy Software: Tools, Techniques, and Methodology of Developing Robust Software. Prentice Hall. p. 44
6. ↑  Taguchi, Genichi (June 1995). "Quality engineering (Taguchi methods) for the development of electronic circuit technology". IEEE Transactions on Reliability. IEEE Reliability Society. 44 (2): 225?229. doi:10.1109/24.387375. ISSN 0018-9529.
7. ↑  Gen'ichi TAGUCHI (March 1962). Studies on mathematical statistics for quality control. Doctoral thesis. Kushu University
8. ↑  Jayaswal, Bijay K. ; Peter C. Patton (2006). Design for Trustworthy Software: Tools, Techniques, and Methodology of Developing Robust Software. Prentice Hall. p. 44.
9. ↑  "About ASI". American Supplier Institute. Archived from the original on 2009-04-02. Retrieved 2009-04-22. Jump up ^
10. ↑  Selden, Paul H. (1997). Sales Process Engineering: A Personal Workshop. Milwaukee, WI: ASQ Quality Press. pp. 156?158, 169, 237

=